# Mosquée de Gazanfer-bey
La mosquée de Gazanfer-bey (en bosnien : Gazanfer-begova džamija), également connue sous le nom de Gazanferija, est une mosquée située à Banja Luka, l'actuelle capitale de la république serbe de Bosnie en Bosnie-Herzégovine. Construite en 1578, elle est inscrite sur la liste des monuments nationaux de Bosnie-Herzégovine.
Détruite en 1993 lors de la guerre de Bosnie-Herzégovine, elle est en cours de reconstruction.

## Localisation
La mosquée de Gazanfer-beg est située au centre de Banja Luka, dans le quartier de la Mala čaršija, rue Mirko Kovačević, sur la rive droite de la rivière Vrbas.

## Histoire
La mosquée de Gazanfer-beg a été construite à la fin du XVIe siècle, sans doute en 1578, sur l'ordre de Gazanfer-bey, un contemporain de Ferhat-pacha Sokolović et de Hassan-effendi Defterdar ; haut dignitaire de Banja Luka, il possédait un vaste domaine dans la ville, avec des revenus estimés à 99 000 akçes. De plan carré, la mosquée était surmontée d'un dôme, telle qu'on peut la voir sur une carte datant de 1737. À l'origine, elle était dotée d'un porche en bois, remplacé au XIXe siècle par une structure en pierre. À côté de l'édifice, deux turbes furent édifiés, sans doute pour abriter les tombes du donateur et de sa famille.
En 1993, lors de la guerre de Bosnie-Herzégovine, la mosquée de Gazanfer-bey fut dynamitée mais les turbes ne furent pas endommagés. La mosquée est aujourd'hui en cours de reconstruction.